# Joseph Asher
Joseph Asher (* 7. Januar 1921 in Heilbronn; † 29. Mai 1990) war ein deutsch-amerikanischer Rabbiner, der durch seine Verdienste bei der Versöhnung zwischen Juden und Deutschen nach dem Holocaust und seine Unterstützung der amerikanischen Bürgerrechtsbewegung bekannt wurde. Er war 19 Jahre lang Oberrabbiner der Emanu-El-Gemeinde in San Francisco.

## Familie
Joseph Asher wurde als Joseph Ansbacher am 7. Januar 1921 in Heilbronn geboren. Er änderte seinen Nachnamen Anfang 1947.
Er gehörte zur sechsten Generation von Rabbinern in seiner Familie. Sein Vater, Jonas Ansbacher (1880–1967), war ein orthodoxer Rabbiner, der an der Universität Erlangen eine Doktorarbeit über eine Arbeit eines Arabers aus dem 13. Jahrhundert verfasst hatte. Sein Vater wurde durch den Rabbiner Solomon Breuer ordiniert und er war ein Gefolgsmann von Rabbiner Samson Raphael Hirsch, Gründer der „Torah im Derech Eretz“. Joseph Asher gab das orthodoxe Judentum seiner Vorfahren auf und wurde ein Rabbiner des Reformjudentums.

## Bildung
Als sein Vater seine Stellung als Rabbiner der altisraelitischen Gemeinde erhielt, siedelte die Familie Ansbacher 1925 nach Wiesbaden um, wo Joseph das Gymnasium besuchte. Als im Januar 1933 die Nazis die Macht übernahmen, war er nur einer von sieben Juden unter 600 Schülern und der einzige Jude in seiner Klasse. Er wurde drei Jahre lang drangsaliert und war antisemitischen Beleidigungen ausgesetzt, die in sein Pult eingeritzt wurden. Andere Schüler sangen Lieder, die zu den Mord an Juden aufriefen. 1936 wurden die meisten jüdischen Schüler aus vielen öffentlichen Schulen ausgeschlossen, woraufhin seine Eltern ihn auf die Talmud-Tora-Schule in Hamburg schickten, welche von Rabbiner Joseph Carlebach geleitet wurde. Er schloss die Schule im Frühling 1938 ab. Unter den regelmäßigen Gastvorlesern im Abschlussjahr war Martin Buber.
Durch die Verschlechterung der Lage der Juden in Deutschland beantragte die Familie 1933 ein Visum, um wenn nötig auszureisen. Seine Familie schickte Joseph, als er mit der Schule fertig war, auf ein Rabbinerseminar in London. Er ging auf die Etz Chaim Yeshiva Schule und die Londoner Schule der Jüdischen Studien. Nach dem Krieg vollendete er seine Studien am Hebrew Union College in Cincinnati, Ohio. Seine Semicha bezeichnete ihn als ein Mitglied einer langen Tradition von Rabbinern in seiner Familie.

## Nationalsozialismus
Während der Novemberpogrome am 9. November 1938, wurde die Synagoge seines Vaters in Wiesbaden geschändet und vorübergehend geschlossen. Auf dem Weg zum Bahnhof wurde er durch die Gestapo verhaftet und für 10 Wochen nach Buchenwald geschickt. Er wurde entlassen, nachdem er zugesichert hatte, mit seinem Visum sofort Deutschland zu verlassen. Seine Eltern kamen im Februar 1939 als Flüchtlinge in London an.
Nach der britischen Niederlage in der Schlacht von Dünkirchen ging eine Welle des Fremdenhasses gegen deutsche Flüchtlinge durch Großbritannien. Die meisten deutschen Juden und politische Verfolgte wurde festgenommen. Sein Vater wurde auf der Isle of Man interniert. Joseph wurde in ein Internierungslager nach Huyton gebracht und kurze Zeit später auf das Truppenschiff Dunera gebracht, auf welchem sich 2000 weitere vom Nationalsozialismus Verfolgte befanden. Das Schiff startete am 10. Juli 1940 nach Australien. Er beschrieb die Bedingungen auf der 57 Tage andauernden Fahrt als schrecklich und sadistisch, weil britische Wachen mehrmals mit Gewehrkolben zuschlugen und die Habseligkeiten der Reisenden plünderten. Es war das schrecklichste Erlebnis in seinem Leben.
Nachdem die abgemagerten Gefangenen in Sydney ankamen, wurden sie bis zum japanischen Angriff auf Pearl Harbor und den Philippinen im Dezember 1941 in ein Internierungslager gebracht.
Den Gefangenen wurde gestattet, sich in die australische Armee einzutragen. Diese Chance nutzte Asher und diente als Militärrabbiner. Er lernte seine Frau Fae in Australien kennen.

## Karriere als Rabbiner
Nach seiner Entlassung aus dem militärischen Dienst hat er an der Melbourne Liberal Synagogue als Assistent von Rabbiner Hermann Sanger gedient. Sanger half jüdischen Flüchtlingen bei der Übersiedlung nach Australien. Asher siedelte 1947 in die USA um und diente in verschiedenen Synagogen in Olean, New York; Sarasota, Florida und schließlich in Tuscaloosa, Alabama von 1956 bis 1958. Er diente als Rabbiner am Temple Emmanuel in Greensboro, North Carolina von 1958 bis 1968, und in der Emanu-El-Gemeinde in San Francisco von 1967 bis zu seiner Pensionierung 1986 als emeritierter Rabbiner.

## Deutsch-jüdische Beziehungen nach dem Holocaust
In London schloss Joseph Asher Freundschaft mit Lily Montagu, CBE, die in der World Union for Progressive Judaism tätig war. 1947 empfahl sie ihn an Leo Baeck, den Präsidenten der Organisation, um als Botschafter während der Nachkriegszeit die Situation von Juden in verschiedenen deutschen Städten zu untersuchen. Während sechs Wochen prüfte er die Lage von Displaced Persons, einschließlich eines längeren Aufenthalts in Bergen-Belsen.
Überall fand er Zerstörung und Verzweiflung vor. Später schrieb er:

„Ein menschliches Auge kann die Schrecken, die ich sah, nicht begreifen.“

1955 brachte ihn eine Reise nach Deutschland auf den Gedanken einer Neuorientierung der deutsch-jüdischen Beziehungen. 1961, motiviert durch die weltweite Beachtung des Eichmann-Prozesses in Israel, fing er an, öffentlich über den Holocaust und die zukünftigen Beziehungen zwischen Deutschland und den Juden zu sprechen.
Asher besuchte erneut Deutschland nach einer Einladung der deutschen Regierung 1964. Er sah, was das deutsche Bildungssystem den Schülern über Juden beibrachte. Er besuchte sein altes Gymnasium und auch das Max-Planck-Institut und traf sich mit Verantwortlichen des deutschen Bildungssystems. Er beschrieb seine Erfahrung in einem Artikel, den er für das Look-Magazin schrieb, mit dem Titel „Ein Rabbiner fragt: Ist es nicht Zeit, dass wir den Deutschen vergeben?“.
Obwohl dieser Artikel zahlreiche Kritiker auf den Plan rief, reagierten der Bürgermeister Berlins Willy Brandt und die Union of American Hebrew Congregations positiv. 1965 leitete Rabbiner Asher eine Gruppe von vier deutschsprachigen Rabbinern, um sich mit 8000 deutschen Lehrern in der Ausbildung zu treffen und half bei der Ausarbeitung des Unterrichts in Deutschland über den Holocaust.
Er erklärte bei einem Interview mit der Zeitung Aufbau am 11. März 1966 die Hintergründe hinter seiner Arbeit in Deutschland:

„Eine neue Generation ist am Aufwachsen, die nicht die schrecklichen Verbrechen begangen hat und für welche sie nicht verantwortlich gemacht werden kann. Das einzige Gute, das wir machen können, ist sie mit den Juden, ihren Lehren, Besonderheiten und der Geschichte vertraut zu machen, wozu sie nicht die Möglichkeit gehabt haben“

Ein Jahr später besuchte er wiederholt jüdische Studenten an verschiedenen deutschen Universitäten und wurde später Gastprofessor an der Kirchlichen Hochschule Berlin. Er diente im internationalen Ausschuss für Lehrer, um eine Gedenkstätte an der Wannsee-Villa, wo das nationalsozialistische Regime 1942 die Endlösung plante, zu entwerfen.
1980 wurde er ins Holocaust Memorial Council, das durch den US-Kongress eingerichtet wurde, gerufen, um das United States Holocaust Memorial Museum zu planen. Das Museum eröffnete 1993 in Washington D.C. drei Jahre nach seinem Tod.

## Bürgerrechtsbewegung
1958 wurde er Rabbiner am Temple Emanuel in Greensboro, North Carolina. Am 1. Februar 1960 begannen die Greensboro sit-ins, ein Versuch, die Rassentrennung an Mittagstisch einer Filiale der F. W. Woolworth Company zu beenden. Er war einer von nur zwei örtlichen weißen Geistlichen, die die Anführer der schwarzen Gemeinschaft und schwarzen Geistlichen bei der Frage der Toleranz und Rassentrennung unterstützten.
Die sit-in-Bewegung ging durch die Südstaaten, was in vielen Gemeinschaften zu einem Fortschritt bezüglich der Rassentrennung und des politischen Drucks gegenüber der Regierung führte. Der Civil Rights Act of 1964 machte die öffentliche Rassentrennung illegal. Als ein Rabbiner im tiefen Süden zögerte er nicht, sich gegen rassische Diskriminierung am Arbeitsplatz auszusprechen, selbst wenn die Arbeitgeber jüdisch waren.
Rabbiner Asher war über militanten Extremismus besorgt. In San Francisco lehnte er es ab, ein Pult mit dem rassistischen Minister Jim Jones zu teilen, der selbst bei einem Massenselbstmord in Jonestown starb.

## Israelisch-palästinensischer Konflikt
Rabbi Asher unterstützte die Zusammenarbeit zwischen Israelis und Palästinensern. Er nahm an Breira teil, einer Organisation, welche vorschlug, Sonderbedingungen für israelische Territorien vor dem Jom-Kippur-Krieg einzuführen. Er diente auch als Berater von Friends of Peace Now und dem New Israel Fund. Seine Unterstützung für diese Organisationen führte zu scharfer Kritik und dem Vorwurf von Antizionismus.

## Tod und Vermächtnis
Rabbiner Asher starb am 29. Mai 1990 an Prostatakrebs.
Zu Ehren von Joseph Asher und seinem Lebenswerk wurde von Moses Rischin und seinem Sohn Rabbiner Raphael Asher anlässlich seines Todes eine Festschrift gefertigt und 1991 veröffentlicht. Der Name des Buches ist: The Jewish Legacy and the German Conscience (deutsch: Das jüdische Vermächtnis und das deutsche Gewissen) und enthält Essays von 23 Gelehrten einschließlich: Gunther Plaut, David Ellenson, David G. Dalin, Immanuel Jakobovits, Jakob Josef Petuchowski, Paul R. Mendes-Flohr und Gerhard Weinberg. Elie Wiesel schrieb das Nachwort.
Sein Nachfolger in der Emanu-El-Gemeinde in San Francisco, Robert Kirschner, schrieb über Rabbiner Asher:

„angetrieben durch die Eigenschaften von deutschen Juden, deren seine Generation letzter lebender Zeuge war: Würde, Ernsthaftigkeit, Belesenheit und einer einzigartigen Eleganz.“

Der Historiker Fred Rosenbaum schrieb:

„Seine tiefe Gelehrsamkeit, seine europäischen Manieren, und vor allem seine persönliche Integrität brachte vielen Gemeinschaften Stabilität in einer ungestümen Welt.“

Sein Sohn, Rabbiner Raphael W. Asher, ist Oberrabbiner in der Gemeinde B’nai Tikvah in Walnut Creek, Kalifornien.
Die Gemeinde Emanu-El in San Francisco veranstaltet jährlich eine Gedenklesung, gewöhnlich mit einem Gelehrten, welcher Rabbiner Ashers Lebenswerk über Deutschland und die Juden fortführt.